# Conseil nordique occidental
Pour un article plus général, voir Coopération nordique.
Ne doit pas être confondu avec Conseil nordique ou Conseil nordique des ministres.
Le Conseil nordique occidental est une organisation constituée par l'Islande, le Groenland et les îles Féroé portant principalement sur les questions relatives à l'Atlantique Nord,.